# Titeuf : Mission Nadia
Titeuf : Mission Nadia est un jeu vidéo de type party game développé par Dream On Studio et édité par Atari SA, sorti en 2005 sur Nintendo DS.